# Espicha
A espicha é o pau que preso ao mastro sobe em diagonal — entre 30 a 45 o — para segurar a vela trapezoidal de certas embarcações como a do Optimist. Com ele também se afina a parte de trás da vela, a “valuma” e determinar onde se quer colocar a zona de maior volume da vela, o saco (”barriga”) da vela.
Se se esticar muito a espicha a valuma vai ficar muito esticada e o saco da vela vai ficar muito próxima do mastro. Se ficar muito folgada, além de fazer uma ruga entre o topo do mastro e a ponta da retranca, no punho de escota a valuma vai ficar muito solta.
Espicha é também o nome dado a uma peça fusiforme de madeira ou metal e que serve para trabalhar com cabos , mais precisamente para separar os seus cordões a fim de criar alças, cochins, etc.